# Hylaeus vittatifrons
Hylaeus vittatifrons är en biart som först beskrevs av Cockerell 1913.  Hylaeus vittatifrons ingår i släktet citronbin, och familjen korttungebin. Inga underarter finns listade i Catalogue of Life.

## Bildgalleri

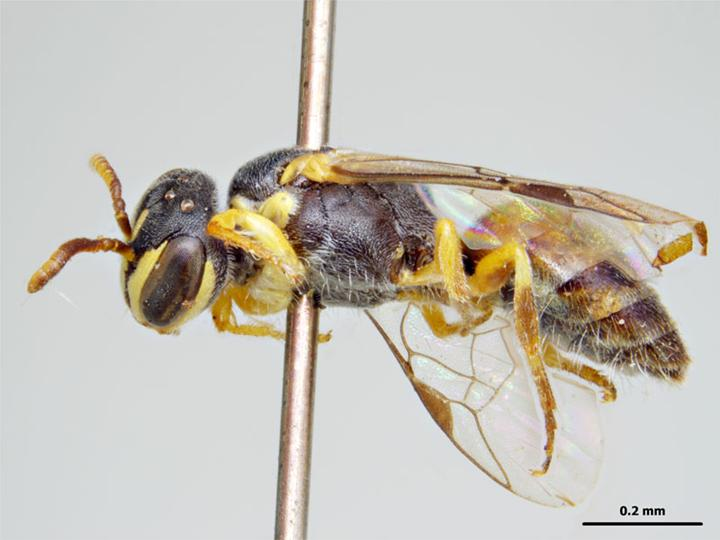
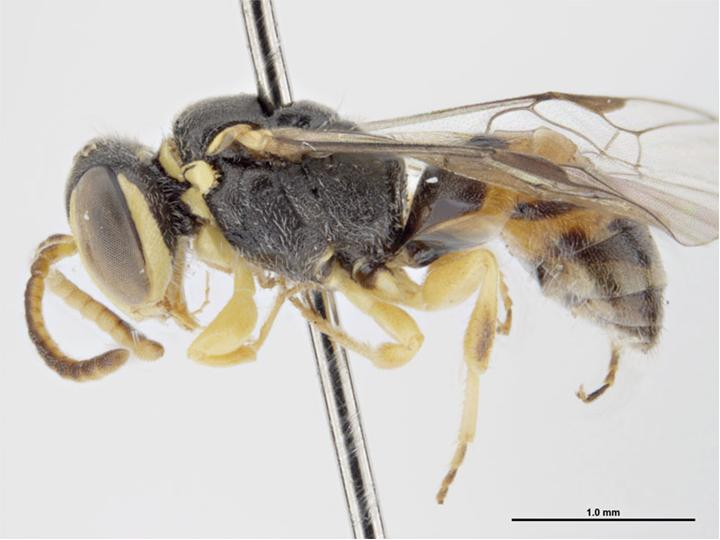